# Фицалан, Джон, 2-й барон Арундел
Джон Фицалан (англ. John FitzAlan) или Джон Арундел (англ. John d’Arundel; 30 ноября 1364 — 14 августа 1390) — 2-й барон Арундел и 3-й барон Мальтраверс (де-юре) с 1379 года, старший сын Джона Фицалана, 1-го барона Арундела, и Элеаноры Мальтраверс, 2-й баронессы Мальтраверс.

## Происхождение
Джон происходил из знатного английского рода Фицаланов, игравшего заметную роль в английской политике в XIII—XIV веках. Фицаланы обладали обширными владениями в южной и юго-восточной Англии, а также в Уэльсе, а также владели титулом графа Арундела. Отец Джона, Джон Фицалан, был вторым сыном Ричарда Фицалана, 10-го графа Арундела и младшим братом Ричарда Фицалана, 11-го графа Арундела, который во время малолетства короля Англии Ричарда II был членом регентского совета, а затем одним из пяти лордов-апеллянтов, которые узурпировали власть в Англии в 1388 году. Сам Джон Старший женился на богатой наследнице Элеаноре Мальтраверс, внучке барона Джона Мальтраверса, после смерти которого унаследовавшей титул баронессы Мальтраверс. В 1377 году он был назначен графом-маршалом Англии, а также был вызван в английский парламент, получив титул барона Арундела. Он утонул в 1379 году, оставив от брака с Элеонорой нескольких сыновей, старшим из которых был Джон.

## Биография
Джон родился 30 ноября 1364 года. О его биографии известно мало. В 1379 году погиб его отец, после чего Джон унаследовал его титул барона Арундел, однако в парламент он никогда не вызывался.. В 1383 году он в составе королевской армии участвовал в шотландском походе Ричарда II, а в 1388 году был в морском походе на западное побережье Франции в составе флота, которым командовал его дядя, граф Арундел.
Джон умер 14 августа 1390 года и был похоронен в Миссенденском аббатстве в Бакингемшире. Его вдова, Элизабет ле Диспенсер, вскоре вторично вышла замуж, её избранником стал Уильям де ла Зуш, 3-го барон Зуш из Хэррингуорта. Она пережила и второго мужа. Умерла Элизабет в 1408 году, согласно завещанию её похоронили в аббатстве Тьюксбери рядом с братьями.
Наследником Джона стал его старший сын Джон, который после смерти матери в 1405 году унаследовал ещё и титул барона Мальтраверс, а после угасания в 1415 году старшей ветви Фицаланов унаследовал и титул графа Арундела.

## Брак и дети
Жена: не позднее 1385 Элизабет ле Диспенсер (ум. 10/11 апреля 1408), дочь Эдварда ле Диспенсера, 5-го барона Диспенсера, и Элизабет де Бергерш. Дети:
- Джон Фицалан (1 августа 1385 — 21 апреля 1421) — 3-й барон Арундел с 1379, 4-й барон Мальтраверс с 1405, 6/13-й граф Арундел с 1415[7].
- Эдмунд Фицалан[7].
- Томас Фицалан из Бичвуда[7].

После смерти мужа Элизабет в 1390 году вторично вышла замуж за Уильяма де ла Зуша (ум. 13 мая 1396), 3-го барона Зуш из Хэррингуорта.